# Hylaeus longulus
Hylaeus longulus är en biart som först beskrevs av Pérez 1903.  Hylaeus longulus ingår i släktet citronbin, och familjen korttungebin. Inga underarter finns listade i Catalogue of Life.